# Chặng đua GP Bồ Đào Nha 2021
Chặng đua GP Bồ Đào Nha 2021 (tên chính thức Formula 1 Heineken Grande Prémio de Portugal 2021) là chặng đua thứ ba của Giải đua xe Công thức 1 2021. Chặng đua diễn ra từ ngày 30 tháng 04 đến ngày 02 tháng 05 năm 2021 ở trường đua Algarve, Bồ Đào Nha. Người chiến thắng là tay đua Lewis Hamilton của đội đua Mercedes.

## Diễn biến chính
Valtteri Bottas là người giành được vị trí xuất phát đầu tiên và giữ được nó sau pha xuất phát.
Ngay đầu vòng đua thứ 2, trên đoạn thẳng xuất phát đã xảy ra tai nạn giữa hai tay đua của đội Alfa Romeo là Kimi Raikkonen và Antonio Giovinazzi khiến cho xe an toàn phải vào cuộc.
Khi vừa hết xe an toàn, Max Verstappen lập tức tấn công và vượt được Lewis Hamilton để chiếm vị trí thứ 2, nhưng anh chỉ giữ được vị trí này có vài vòng đua trước khi bị Hamilton vượt lại. Hamilton sau đó tiếp tục vượt người đồng đội Bottas để leo lên dẫn đầu. Từ đó tay đua người Anh ngày càng gia tăng khoảng cách và giành chiến thắng áp đảo gần 30 giây so với người về nhì là Verstappen.
Sau chặng đua, Hamilton độc chiếm ngôi đầu BXH tổng với 69 điểm.

## Kết quả
| Stt                                                         | Số xe | Tay đua            | Đội đua                   | Lap | Thời gian   | Xuất phát | Điểm |
| ----------------------------------------------------------- | ----- | ------------------ | ------------------------- | --- | ----------- | --------- | ---- |
| 1                                                           | 44    | Lewis Hamilton     | Mercedes                  | 66  | 1:34:31.421 | 2         | 25   |
| 2                                                           | 33    | Max Verstappen     | Red Bull Racing-Honda     | 66  | +29.148     | 3         | 18   |
| 3                                                           | 77    | Valtteri Bottas    | Mercedes                  | 66  | +33.530     | 1         | 16   |
| 4                                                           | 11    | Sergio Pérez       | Red Bull Racing-Honda     | 66  | +39.735     | 4         | 12   |
| 5                                                           | 4     | Lando Norris       | McLaren-Mercedes          | 66  | +51.369     | 7         | 10   |
| 6                                                           | 16    | Charles Leclerc    | Ferrari                   | 66  | +55.781     | 8         | 8    |
| 7                                                           | 31    | Esteban Ocon       | Alpine-Renault            | 66  | +1:03.749   | 6         | 6    |
| 8                                                           | 14    | Fernando Alonso    | Alpine-Renault            | 66  | +1:04.808   | 13        | 4    |
| 9                                                           | 3     | Daniel Ricciardo   | McLaren-Mercedes          | 66  | +1:15.369   | 16        | 2    |
| 10                                                          | 10    | Pierre Gasly       | AlphaTauri-Honda          | 66  | +1:16.463   | 9         | 1    |
| 11                                                          | 55    | Carlos Sainz Jr.   | Ferrari                   | 66  | +1:18.955   | 5         |      |
| 12                                                          | 99    | Antonio Giovinazzi | Alfa Romeo Racing-Ferrari | 65  | +1 lap      | 12        |      |
| 13                                                          | 5     | Sebastian Vettel   | Aston Martin-Mercedes     | 65  | +1 lap      | 10        |      |
| 14                                                          | 18    | Lance Stroll       | Aston Martin-Mercedes     | 65  | +1 lap      | 17        |      |
| 15                                                          | 22    | Yuki Tsunoda       | AlphaTauri-Honda          | 65  | +1 lap      | 14        |      |
| 16                                                          | 63    | George Russell     | Williams-Mercedes         | 65  | +1 lap      | 11        |      |
| 17                                                          | 47    | Mick Schumacher    | Haas-Ferrari              | 64  | +2 laps     | 19        |      |
| 18                                                          | 6     | Nicholas Latifi    | Williams-Mercedes         | 64  | +2 laps     | 18        |      |
| 19                                                          | 9     | Nikita Mazepin     | Haas-Ferrari              | 64  | +2 laps     | 20        |      |
| Ret                                                         | 7     | Kimi Räikkönen     | Alfa Romeo Racing-Ferrari | 1   | Va chạm     | 15        |      |
| Fastest lap: Valtteri Bottas (Mercedes) – 1:19.865 (lap 65) |       |                    |                           |     |             |           |      |

Nguồn: Trang chủ Formula1

## Bảng xếp hạng sau chặng đua
(Chỉ liệt kê top 5 tay đua và đội đua)
|        | Stt | Tay đua         | Điểm |
| ------ | --- | --------------- | ---- |
|        | 1   | Lewis Hamilton  | 69   |
|        | 2   | Max Verstappen  | 61   |
|        | 3   | Lando Norris    | 37   |
| 1      | 4   | Valtteri Bottas | 32   |
| 1      | 5   | Charles Leclerc | 28   |
| Nguồn: |     |                 |      |

|        | Stt | Đội đua               | Điểm |
| ------ | --- | --------------------- | ---- |
|        | 1   | Mercedes              | 101  |
|        | 2   | Red Bull Racing-Honda | 83   |
|        | 3   | McLaren-Mercedes      | 53   |
|        | 4   | Ferrari               | 42   |
| 2      | 5   | Alpine-Renault        | 13   |
| Nguồn: |     |                       |      |